# Le Garçon
Pour les articles homonymes, voir Garçon.
La Garçon est un roman de Marcus Malte paru le 18 août 2016 aux éditions Zulma ayant reçu la même année le prix Femina.

## Éditions
- Éditions Zulma[2], 2016  (ISBN 9782843047602).